# Пачинотти, Антонио
Антонио Пачинотти (итал. Antonio Pacinotti; 17 июня 1841, Пиза — 22 мая 1912, там же) — итальянский физик, профессор физики в университете Пизы. Известен как один из создателей динамо-машины. Кроме того, именно он заметил, что динамо можно использовать и как электромотор.

## Биография
Пачинотти родился в Пизе в 1841 году в семье физика Луиджи Пачинотти. Учился в Пизанском университете у профессора Рикардо Феличи и в 1859 году получил степень доктора наук в области «электрологии и магнетизма». В 1860 году Пачинотти сконструировал «магнито-электрическую машину», известную сегодня под названием динамо-машина. Работа была опубликована в 1865 году и участвовала в выставках в Париже (1881) и Турине (1884), но не принесла ему такого успеха, как Зенобу Грамму, который изобрел в 1870 году названную его именем систему обмотки якорей динамоэлектрических машин, давшую впервые возможность промышленным образом добывать электрический ток.
В июле 1862 года независимо от других астрономов открыл комету 109P/Свифта — Туттля.
С 1883 года Пачинотти является членом-корреспондентом, а с 1898 года — полноценным членом национальной академии деи Линчеи. В 1905 году назначен сенатором, а также президентом Итальянского электротехнического общества.
Умер в Пизе 22 мая 1912 года в возрасте 70 лет.